# Paul Hühnerfeld
Paul Hühnerfeld (* 5. August 1926 in Ratingen; † 13. August 1960 in Hamburg) war ein deutscher Schriftsteller und Literaturkritiker.
Paul Hühnerfeld war verheiratet mit Hannelore Hühnerfeld und arbeitete als Literaturkritiker bei dem Wochenblatt Die Zeit, wo er bis 1957 auch Feuilleton-Chef war. Am 19. Juli 1960 erlitt er bei einem Autounfall während der Rückkehr von einer Dienstreise nach Paris schwere Verletzungen, denen er einige Wochen später im Hamburger St.-Georg-Krankenhaus erlag.

## Werke
- Geschlossene Gesellschaft. Erzählung; in: Akzente 4 (1955).
- Macht und Ohnmacht der Medizin; 1955.
- Der Dixi ist an allem schuld. Die Geschichte eines Tages. Kinderbuch; 1956.
- Kleine Geschichte der Medizin; 1956.
- Zu Unrecht vergessen. Anthologie; 1957.
- In Sachen Heidegger. Versuch über ein deutsches Genie; 1959.
- Kiki prahlt immer. Kinderbuch; 1959.
- Kampf um Troja. Kinderbuch; 1956.

Zudem zahlreiche Rezensionen – unter anderem:
- Ins Leere geschrieben. Zu Thomas Manns neuer Erzählung „Die Betrogene“. In: Die Zeit. Nr. 43/1953 (zeit.de).
- Das Phänomen der Familie Mann; in: Die Zeit 34 (1956).